# Huis Baeyens
Huis Baeyens is een Belgisch bedrijf dat zich bezighoudt met de verkoop en verhuur van kostuums en accessoires voor particulieren en bedrijven. Na 110 jaar in Antwerpen heeft het bedrijf besloten om zijn twee vestigingen te verhuizen naar één locatie in Borsbeek, waar ze sinds 2020 gevestigd zijn.

## Geschiedenis

### Ontstaan
Het bedrijf werd in 1911 opgericht door de broers Charles en Alfons Baeyens na de overname van de zaak Verstraeten-Driessens die sinds 1842 gevestigd was in de Van Straelenstraat in Antwerpen. Zo beschreef de familie de winkel destijds:
 Je kwam binnen via een grote inrijpoort aan de straatkant. Je kon er aanbellen met een trekstang die verbonden was met een luide galmende klok die in heel het huis weergalmde. Je kwam dan in een lange gang terecht die betegeld was met gele, gewafelde vloerstenen. Achteraan in de gang (rechts) stonden enkele grote rieten manden -draken genoemd- waar enorm veel kostuums konden worden ingepakt. Verder naar achter kwam je links voorbij een grote kachel en een houten bureelmeubel waar nonkel Charles zijn boekhouding verrichte. Helemaal achteraan links kwam je via een steile trap -men noemde het een kiekenladder- in een klein kamertje dat als naaiatelier was ingericht met enkele naaimachines -trapmodellen van Singer- en een zeshoekig stoofje waarop constant enkele zware strijkijzers stonden te verhitten. Vooraan in de gang -langs de linkerzijde- was een trap naar de kelder waar een keukentje als refter kon dienen en was er ook nog een doorgang naar een gewelfde kelderruimte waar oude geweren werden opgeslagen. Die trap ging ook naar de bovenverdiepingen. Het enige dat mij daarvan bijblijft is de “lange zaal” met grijze deuren en grote schuiven (die nu nog in de kelder zijn opgesteld) waar de Bijbelse kledij werd bewaard.
Voor de eerste helft van de 20e eeuw hadden de broers een aandeel in de theater- en optochtwereld. Ze waren toen de leveranciers van de voormalige Nederlandse Schouwburg, de Franse Opera en andere theaters in Antwerpen. Ze zetten zich ook in voor grote optochten, waaronder het Landjuweel van Antwerpen. In 1938 droegen ze bij aan de oprichting van het Heilig Bloedspel in Brugge.

### Aankoop Baeyens
De winkel stond een tijdje te koop na de dood van Charles in 1961. Raf Baeyens en Lily Kallehauge gingen namens de familie op zoek naar potentiële kopers. Maar na gesprekken met collega-verhuurders kwam er geen resultaat. Uiteindelijk hadden de 2 besloten om de zaak over te nemen en verder uit te breiden in volume. Daardoor verhuisde het bedrijf niet veel later naar een groter pand in Antwerpen. In de Olijftakstraat werden de eerste stappen gezet in de revue- en showbusiness. Zo werd de winkel toen beschreven:
 In dit gebouw huurden we het achterpand dat vroeger dienst deed als atelier/werkplaats door een glazenmaker Momenteel is dat ganse pand verbouwd en dient het als zeemanshuis. Hier kwam je ook binnen via een lange gang, waar links rekken stonden waarin geweren, lansen en hellebarden een plaats hadden. Verder kwam je dan aan de verbreding met rechts een open ruimte met trap naar de verdiepingen.
Op die open ruimte stond het bureel van de Bomma -bureel -gemaakt door Karel Baeyens met het enige telefoontoestel van de zaak, want in die tijd werden bestellingen enkel via telefoon en per brief overgemaakt. Eveneens in die ruimte waren tussen twee hoge kasten twee paskamers verwerkt, en verder van de kostuumrekken afgeschermd door een grote toog.
Achter deze toog begonnen de rekken met kostuums. De houten rekken zelf zijn opgebouwd als een dubbel-galg-systeem, zodat de vloer vrij was om gekuist te kunnen worden, diezelfde opbouw werd gebruikt op het tweede verdiep om -hoofdzakelijk- de uniformen op te bergen en kreeg zodoende de naam van soldatenkamer.

### Latere jaren
In 1966 was de voorraad kostuums enorm gegroeid omdat ze het bedrijf Huis Ducheyne met hun hele voorraad hadden overgenomen. Voor de overname kregen Lily en Raf bezoek van de eigenaars Charles en René Ducheyne met het verzoek om zowel het pand als de artikelen over te nemen. De overeenkomst werd bereikt en de aankoop werd gedaan voor 428.000 BEF. Het pand zelf werd verhuurd voor 8500 BEF per maand.
5 jaar later vonden ze het pand te klein en besloten ze te verhuizen en de magazijnen in de Lamorinièrestraat te kopen waar vroeger de drukkerij van "De Sikkel" was gevestigd. In juli 1971 vond er de opening plaats van de winkel met receptie en rondleiding in het pand die ze aan de klanten konden aanbieden. Het atelier, dat plaats bood aan zes naaisters, kreeg ook nieuwe semi-industriële naaimachines en een stomerij in de kelder bij de wasruimte zorgde voor goed onderhoud van de pakken. Dat zorgde voor extra personeel om die machines en de wasserij te bedienen.
Op 31 december 1983 besloten de bazen Lily en Raf met pensioen te gaan en het bedrijf over te dragen aan hun opvolgers Hugo en Lydia Baeyens, die het bedrijf op hun beurt verder leidden. Nadien werden er ook veranderingen doorgevoerd binnen het bedrijf, waardoor het kon blijven groeien. Door het overdekken van de "koer" werd het naaiatelier bijvoorbeeld groter en omdat de vraag naar Sinterklaas kostuums groot werd, besloten ze ook de verhuur van baarden en pruiken op zich te nemen. In deze periode begonnen ze ook met het lanceren van de categorieën "pruiken" en "grime".
In 1987 werd de categorie "feestartikelen en verkoop" omdat ze toen de speelgoedwinkel "Plancke-van Den Heuvel" hadden overgenomen.
In 2002 werd er nog een filiaal geopend in Wommelgem nadat ze de firma "Huis Rob Cremers" hadden overgenomen. De ruimte daar met een eigen parking aan de rotonde zorgde ervoor dat de verkoop toen aanzienlijk steeg.
2008 was een groot jaar voor het bedrijf door de zesdelige televisieserie "Verkleed" die opgenomen werd in Huis Baeyens en uitgezonden werd op de VRT. Het bedrijf was populair met kijkcijfers van meer dan 500.000 en stond telkens in de top-tien.
Sinds januari 2020 werd de winkel in Wommelgem gesloten en niet veel later ook het pand in Antwerpen. Sindsdien is het bedrijf gevestigd aan de Frans Beirenslaan 3 in Borsbeek.

## Projecten
Na vele generaties is het bedrijf een begrip geworden in de theater-, toneel-, tv- en kostuumwereld bij gewone consumenten tot grote bedrijven. Jarenlang hebben ze gewerkt met bedrijven, particulieren en meer recentelijk influencers. Hieronder staat een overzicht van voltooide projecten in de loop der tijd per categorie:
| VTM                             | Jaartal                                     |
| ------------------------------- | ------------------------------------------- |
| Belgium's got talent            | 2012 - 2013, 2015 - 2016, 2018 - 2019, 2021 |
| Beste kijkers                   | 2014 - 2016, 2018 - 2020, 2022              |
| Bestemming X                    | 2023                                        |
| Big & Betsy                     | 2000 - 2003                                 |
| Big Brother                     | 2000 - 2003, 2006 - 2007                    |
| Echte Verhalen: De Buurtpolitie | 2014 - heden                                |
| Debby & Nancy                   | 2006 - 2007, 2012                           |
| De kotmadam                     | 1991 - 2023                                 |
| De Rodenburgs                   | 2009 - 2011                                 |
| Familie                         | 1991 - heden                                |
| Foute vrienden                  | 2013 - 2015                                 |
| Gaston en Leo                   | 1972 - 1992                                 |
| GodzijDank                      | 2007                                        |
| Groeten uit...                  | 2017 - 2020                                 |
| Hoe zal ik het zeggen?          | 2017 - 2021                                 |
| Jan De Lichte                   | 2018                                        |
| K2 zoekt K3                     | 2009, 2021                                  |
| De Kroongetuigen                | 2013 - 2016                                 |
| Lili en Marleen                 | 1994 - 2010                                 |
| Make Belgium Great Again        | 2018 - 2019                                 |
| Matroesjka's                    | 2006 - 2008                                 |
| Milo                            | 2024                                        |
| Nonkel Jef                      | 1995 - 2001                                 |
| 10 om te zien                   | 1989 - 2008                                 |
| Op zoek naar Maria              | 2009                                        |
| Schuif af                       | 1990 - 2006                                 |
| Sketch up                       | 2006                                        |
| Spoed                           | 2000 - 2008                                 |
| Starmaker                       | 2024                                        |
| Studio Tarara                   | 2019                                        |
| Tegen de sterren op             | 2010 - 2018                                 |
| The masked singer               | 2020, 2022 - 2023                           |
| The Voice                       | 2011 - heden                                |
| Tragger Hippy                   | 2005 - 2008                                 |
| Wat als                         | 2011 - 2016                                 |
| Wat een Jaar!                   | 2018 - 2019, 2021                           |
| Wie zoekt die Wint              | 2022                                        |

| Onderneming/Theater        | Voorstelling(en)              |
| -------------------------- | ----------------------------- |
| Antwerp Symphony Orchestra |                               |
| Arenberg                   |                               |
|                            | Priscilla queen of the desert |
| Deep Bridge                |                               |
|                            | A christmas Carol             |
|                            | Hairspray                     |
|                            | The Sound of Music            |
| EWT                        |                               |
| Festivaria                 |                               |
|                            | Annie                         |
|                            | Camelot                       |
|                            | Kiss me, Kate                 |
|                            | King & I                      |
|                            | My fair lady                  |
|                            | Singin' in the rain           |
|                            | The story of Sacco & Vanzetti |
|                            | Titanic                       |
|                            | West side story               |
|                            | Wizard of Oz                  |
| Historalia                 |                               |
|                            | Damiaan                       |
|                            | Marie-Antoinette              |
| Tutti Fratelli             |                               |

| Stoeten                       | Locatie        |
| ----------------------------- | -------------- |
| 750 jaar                      | Sittard        |
| Bloemencorso                  | Blankenberge   |
| De Reuskensstoet              | Borgerhout     |
| De Tijlstoet                  | Turnhout       |
| Geitestoet                    | Wilrijk        |
| Heiligdomsvaart               | Maastricht     |
| Historische ommegang          | Sint -Truiden  |
| Huwelijk van Filips de Schone | Lier           |
| Kattenstoet                   | Ieper          |
| Keizer Karelwandeling         | Mechelen       |
| Krakelingenstoet              | Geraardsbergen |
| Paardenprocessie hakendover   | Hakendover     |
| Pallieterstoet                | Lier           |
| Reuzenommegang Katuit         | Dendermonde    |
| Reuzenstoet                   | Maastricht     |
| Reuzenstoet                   | Roermond       |
| Ros Beiaardommegang           | Dendermonde    |
| Sprookjesstoet                | Maasmechelen   |
| Trammelant                    | De Haan        |

| VRT                        | Jaartal      |
| -------------------------- | ------------ |
| Andermans zaken            | 2020 - heden |
| Arcadia                    | 2023 - heden |
| De Ridder                  | 2013 - 2016  |
| De Droomfabriek            | 1989 - 1999  |
| Fata Morgana               | 2004 - 2008  |
| F.C De kampioenen          | 1990 - 2020  |
| Het verhaal van Vlaanderen | 2023         |
| In Vlaamse velden          | 2014         |
| Loslopend wild             | 2012         |
| Man bijt hond              | 1997 - heden |
| Windkracht                 | 1997 - 1998  |

| Play 4 of 5                | Jaartal      |
| -------------------------- | ------------ |
| Bake Off Vlaanderen        | 2017 - heden |
| Chris & Co                 | 1998 - 2004  |
| De jeugd van tegenwoordig  | 2006 - 2009  |
| De mol                     | 2016 - heden |
| De Slimste Mens ter Wereld | 2012 - heden |
| De Ideale Wereld           | 2013 - heden |
| Iedereen beroemd           | 2012 - heden |
| James De Musical           | 2021         |
| Love Island                | 2019 - heden |
| Scheire en de schepping    | 2012 - heden |
| Temptation Island          | 2002 - heden |
| 't Is gebeurd              | 2016 - 2018  |

| Studio 100      | Studio 100                    |
| --------------- | ----------------------------- |
| Het huis Anubis |                               |
|                 | Kostuums voor serie & films   |
| Kabouter Plop   |                               |
|                 | Plopmuts                      |
| K3              |                               |
|                 | De Politie (muziek)           |
|                 | 'Feest' videoclip (muziek)    |
|                 | Hallo K3! (serie)             |
|                 | K3 en het ijsprinsesje (film) |
|                 | Nachtwacht                    |
|                 | Samson & Gert                 |
|                 | Wickie de Musical             |

| Evenementen             | Locatie       |
| ----------------------- | ------------- |
| Belle époque zoo        | Antwerpen     |
| Coco Loco               | Sportpaleis   |
| Foute party             | Flanders Expo |
| Halloween Bobbejaanland | Lichtaart     |
| Halloween DippieDoe     | Best          |
| Trammelant              | De Haan       |

| Films          | Jaartal |
| -------------- | ------- |
| The last front | 2024    |
| WIL            | 2023    |